# Bye Bye Saigo no Yoru
Singles de Country Musume ni Ishikawa Rika (Morning Musume)
Iroppoi Onna ~Sexy Baby~
(2002) Uwaki na Honey Pie
(2003)
 Bye Bye Saigo no Yoru  (BYE BYE 最後の夜) est le 8e single du groupe de J-pop Country Musume, et son 4e et dernier en tant que Country Musume ni Ishikawa Rika (Morning Musume) avec Rika Ishikawa de Morning Musume en invitée.

## Présentation
Le single sort le 13 novembre 2002 au Japon sur le label zetima, désormais produit, écrit et composé par Tsunku. Il atteint la 8e place du classement de l'oricon, et reste classé pendant quatre semaines, se vendant à 30 018 exemplaires.
C'est le premier disque du groupe sans Rinne, et donc sans aucune des membres d'origine, et c'est le dernier avec Rika Ishikawa en tant qu'invitée. La chanson-titre figure en deux versions sur le single, en plus de sa version instrumentale. Sa version normale figurera sur les compilations Country Musume Daizenshū 2 de 2006 et Country Musume Mega Best de 2008.

## Membres
- Asami
- Rika Ishikawa
- Mai Satoda

## Liste des titres
1. Bye Bye Saigo no Yoru  (BYE BYE 最後の夜?)
2. Bye Bye Saigo no Yoru (Airly X'mas present Remix)  (BYE BYE 最後の夜...?)
3. Bye Bye Saigo no Yoru (Instrumental) (BYE BYE 最後の夜...?)